# 귈리 앤드리
귈리 앤드리(영어: Gwili Andre, 본명: 구를리 안드레센(덴마크어: Gurli Andresen), 1908년 2월 4일 ~ 1959년 2월 5일)는 덴마크의 배우, 모델이다. 덴마크 코펜하겐에서 예술가의 딸로 태어났으며 1932년부터 1942년까지 미국에서 배우, 모델로 활동했다.

## 출연 작품
- 1932: Roar of the Dragon
- 1932: Secrets of the French Police
- 1933: No Other Woman
- 1937: Meet the Boyfriend
- 1937: The Girl Said No
- 1941: A Woman's Face
- 1942: The Falcon's Brother